# PS-1 (samolot)
PS-1 – polski samolot sportowy z okresu międzywojennego.

## Historia
Stanisław Prauss w 1927 roku opracował projekt samolotu sportowego. Przy projektowaniu kadłuba samolotu wykorzystał swe doświadczenie zdobyte przy montażu samolotów Hanriot H.28 w Centralnych Warsztatach Lotniczych. Dokumentację samolotu, obejmującą 102 rysunki, zaprezentował prof. Gustawowi Mokrzyckiemu w ramach zaliczenia egzaminu z mechaniki lotu. Model samolotu przeszedł w grudniu badania w tunelu aerodynamicznym, po czym w warsztatach Sekcji Lotniczej Koła Mechaników Studentów Politechniki Warszawskiej (KMSPW) przystąpiono do budowy dwóch egzemplarzy. LOPP przyznało dotację na budowę samolotu. Pierwszy egzemplarz, o numerze fabrycznym SL-01 wykorzystano do prób statycznych w Instytucie Badań Technicznych Lotnictwa, które przeprowadzono w dniach 6-8 października 1928 roku. Drugi egzemplarz, oznaczony numerem SL-10, oblatano na lotnisku mokotowskim również w październiku przez Olimpiusza Nartowskiego.
Olimpiusz Nartowski wystartował na tym samolocie w II Krajowym Konkursie Awionetek rozegranym w Warszawie w dniach 29 października – 1 listopada 1928 roku i zajął na nim 4. miejsce. Samolot osiągnął na trasie 180 km średnią prędkość 108 km/h, w 30 minut wzniósł się na wysokość 1122 metrów. Podczas jednego z ostatnich lotów, z konstruktorem jako pasażerem, doszło do uszkodzenia łoża silnika, pilot zdołał wylądować w przygodnym terenie. W 1929 roku samolot otrzymał znaki rejestracyjne SP-ACB. W latach 1928–1929 samolot dwukrotnie był uszkodzony, ale go remontowano i doprowadzano do stanu lotnego. W 1930 roku został przejęty przez Akademicki Aeroklub Warszawski. Służył tam do treningu zaawansowanego dla pilotów mających odbyte szkolenie na samolotach Caudron G.III i Hanriot H.28. Z powodu słabego silnika samolot nie sprawdzał się w tych zadaniach, wymagał długiego rozbiegu i miał słabe wznoszenie i prędkość maksymalną. Witold Rychter w swych wspomnieniach odnotował, że samolot z tych powodów był nazywany „wroną na kółkach”. Władysław Korbel poleciał na nim do Łodzi, po powrocie skarżył się kolegom, że wyprzedzały go motocykle. Samolot też był trudny w eksploatacji z powodu specyficznej konstrukcji płata. Ponieważ leżał nisko nad kadłubem, w górnym płacie był wycięty otwór umożliwiający wchodzenie do pierwszej kabiny.
Kolejne katastrofy z udziałem samolotu miały miejsce w 1930 roku. Stanisław Hiszpański przy podejściu do lądowania zawadził płozą ogonową o dach płóciennego hangaru i uszkodził skrzydło PS-1 przy lądowaniu. Ostatnia katastrofa z udziałem PS-1 miała miejsce podczas próby samodzielnego lotu Jana Matysiaka, z udziałem instruktora Aeroklubu Warszawskiego Kazimierza Kazimierczuka. Po długim rozbiegu samolot z trudem przeskoczył topole rosnące na skraju lotniska mokotowskiego i rozbił się na terenie wyścigów konnych. Samolot został całkowicie zniszczony, załoga nie odniosła poważniejszych obrażeń.

## Konstrukcja
Dwumiejscowy samolot sportowy konstrukcji drewnianej, w układzie zastrzałowego górnopłata.
Kadłub o przekroju prostokątnym, zaokrąglonym od góry, oparty na czterech podłużnicach, konstrukcji kratownicowej. W tylnej części usztywniony naciągami z drutu stalowego. Kabiny załogi otwarte, osłonięte wiatrochronami. Pokrycie w okolicach silnika wykonano z blachy aluminiowej, dalsza część była kryta płótnem. Kadłub był oddzielony od silnika przegrodą ogniową, tuż za nią znajdował się zbiornik paliwa.
Płat o obrysie prostokątnym ze ściętymi końcówkami, trójdzielny, profil Devoitine 26 A, konstrukcji drewnianej, dwudźwigarowy, kryty do pierwszego dźwigara sklejką, dalsza część kryta płótnem. Z kadłubem był połączony słupkami oraz dwiema parami zastrzałów. W okolicy kadłuba ścieniony. W centropłacie znajdował się otwór służący do wsiadania do przedniej kabiny.
Podwozie klasyczne z drewnianą, amortyzowaną płozą ogonową. Golenie podwozia głównego wykonane ze spawanych rur stalowych, amortyzowane sznurem gumowym. Usterzenie o konstrukcji i pokryciu drewnianym, powierzchnie sterowe kryte płótnem. Statecznik pionowy wykonany jako integralna część kadłuba. Statecznik poziomy dwudzielny, podparty zastrzałami. Napęd lotek i sterów linkowy. Napęd stanowił sześciocylindrowy gwiazdowy silnik chłodzony powietrzem firmy Anzani o mocy nominalnej 33 kW (45 KM), napędzał drewniane dwułopatowe śmigło o stałym skoku. Osłona silnika wykonana z blachy aluminiowej. Przy prędkości przelotowej samolot zużywał ok. 15 litrów paliwa na godzinę lotu.

## Malowanie
Samolot był pomalowany na kolor zielony wg pomysłu Antoniego Kocjana.